# Козляки
Козляки — деревня в центральной части Пушкиногорского района Псковской области. Входит в состав городского поселения Пушкиногорье.
Расположена в 3 км к северо-востоку от окраин административного центра района — посёлка городского типа Пушкинские Горы.

## Население
| 2001 | 2002 | 2010 |
| ---- | ---- | ---- |
| 207  | ↘189 | ↘148 |

Численность населения деревни по оценке на конец 2010 года составляла 207 человек.

## История
До 3 июня 2010 года деревня входила в состав сельского поселения Пушкиногорская волость.